# Ňurolka
Ňurolka nebo Velká Ňurolka (rusky Нюролька nebo Большая Нюролька) je řeka v Tomské oblasti v Rusku. Je 399 km dlouhá. Povodí má rozlohu 8 110 km².

## Průběh toku
Pramení na Vasjuganské rovině a tou také protéká. Ústí zprava do Vasjuganu (povodí Obu) na 174 říčním kilometru.

## Vodní režim
Zdrojem vody jsou především sněhové srážky. Průměrný roční průtok vody ve vzdálenosti 11 km od ústí činí přibližně 60 m³/s. Nejvyšších vodních stavů dosahuje od května do července. Zamrzá v říjnu až na začátku listopadu a rozmrzá na konci dubna až v první polovině května.

## Využití
Řeka je splavná pro vodáky.